# Pueblo West
Pueblo West est une ville américaine située dans le comté de Pueblo dans l’État du Colorado.

## Démographie
| 1990  | 2000   | 2010   | - | - | - |
| ----- | ------ | ------ | - | - | - |
| 4 386 | 16 899 | 29 637 | - | - | - |